# Formosaanse talen
De Formosaanse talen vormen een van de twaalf Austronesische taaltakken. De Formosaanse talen houden 2 van de 1268 Austronesische talen in; die 2 worden uitsluitend op Taiwan gesproken.
Vóór het jaar 2005 werden alle niet-Malayo-Polynesische talen, alle Austronesische talen op het Taiwanese vasteland dus, als Formosaans aangeduid. Dit is echter veranderd, en deze talen zijn thans opgesplitst in elf families waarvan één familie nog steeds de naam Formosaans draagt.

## Classificatie
- Austronesische talen (1268)
  - Formosaanse talen (2)

## Indeling
- Paiwanische talen (2 talen)
  - Kulon-Pazeh
  - Papora-Hoanya

## Verspreiding van de sprekers
- Taiwan: 1; In de ranglijst van meest gesproken talen in Taiwan staat het Kulon-Pazeh als eerste Formosaanse taal op nummer 19, volgens de totalen van het aantal sprekers op nummer 20.

Paiwanische talen
Kulon-Pazeh · Papora-Hoanya